# Amauri
Amauri Carvalho de Oliveira (Carapicuíba, 3 juni 1980) - alias Amauri - is een profvoetballer met zowel de Italiaanse als de Braziliaanse nationaliteit. Hij speelt sinds 2017 in de Verenigde Staten bij New York Cosmos

## Clubcarrière

### Beginjaren
Amauri begon zijn carrière in Brazilië bij Santa Caterina Clube, met deze ploeg speelde hij in de kijker op het prestigieuze jeugdtoernooi 'Torneo di Viareggio' in Italië. Er was veel belangstelling voor hem vanuit Italiaanse teams maar hij besloot te vertrekken naar Zwitserland om daar langzaamaan zijn Europese voetbalcarrière te beginnen. Hij speelde hier twee seizoenen voor AC Bellinzona dat uitkwam in de Nationalliga B. Tegenwoordig heet dit tweede niveau van het Zwitserse voetbal de Challenge League. Na dit avontuur tekende hij een contract bij AC Parma, hij werd echter in januari 2001 meteen uitgeleend aan Napoli. Hier maakte hij zijn debuut in de Serie A tegen AS Bari.

### Doorbraak
Vervolgens speelde hij in korte tijd bij een handvol teams. Na het seizoen 2000/2001 ging hij aan de slag bij de Serie A-club Piacenza Calcio. Na hier één seizoen te hebben gespeeld ondertekende hij een contract bij Empoli, deze verhuurden hem echter meteen door aan Messina, dat uitkomt in de Serie B. Toen hij na dit seizoen terugkwam bij Empoli, vertrok hij een maand later naar Chievo om daar vervolgens drie seizoenen te spelen. Hier brak Amauri pas echt door, zijn potentieel werd zichtbaar en hij werkte zich op tot een van de dragende spelers van het team. Vooral het seizoen 2005/2006 was erg succesvol voor de club, Chievo plaatste zich voor de voorrondes van de UEFA Champions League. Dit kwam echter mede door de sancties die waren opgelegd aan verschillende clubs als gevolg van het omkoopschandaal in de Italiaanse voetbalwereld.

### Palermo
Met ingang van het seizoen 2006/2007 ging Amauri aan de slag bij Palermo. Op 31 augustus 2006, de laatste dag van de transferperiode, kwam de spits over voor 8 miljoen euro. Meteen vanaf zijn debuut was hij een van de revelaties van de Serie A. Hij werkte zich op tot publiekslieveling van de Rosanero door acht doelpunten te maken in 18 wedstrijden tot december 2006. Die maand kreeg hij een zware blessure aan zijn knie in de wedstrijd tegen Siena, hierdoor stond hij zeven maanden aan de kant. Uiteindelijk was hij toch op tijd fit om aan het seizoen 2006/2007 te beginnen. In de openingswedstrijd van het nieuwe seizoen tegen AS Roma stond hij in de basis. Het seizoen zou goed verlopen, hij scoorde 15 doelpunten in 34 wedstrijden.

### Juventus
Dit zorgde voor de interesse van enkele grote clubs. Op 30 mei 2008 tekende Amauri een vierjarig contract bij de Italiaanse topclub Juventus. Bij de overgang kwam een bedrag van 22,8 miljoen euro kijken, daarnaast zou Antonio Nocerino in de deal betrokken worden. Hij bewandelde voor 9,7 miljoen euro de omgekeerde weg. Tijdens de voorbereiding op het nieuwe seizoen gaf Amauri meteen zijn visitekaartje af. In de oefenwedstrijd tegen Serie C2-club AC Mezzocorona scoorde hij vijf doelpunten, zodat uiteindelijk met 7-1 zou worden gewonnen. Ook scoorde hij in de vriendschappelijke wedstrijden tegen Brøndby IF en Borussia Dortmund. Daarnaast kwam hij goed uit de verf tijdens Trofeo TIM, een jaarlijks toernooi tussen Juventus, AC Milan en Internazionale, en tijdens de Emirates Cup in Londen. De competitie begon hij ook goed, als enige scoorde hij de doelpunten voor Juventus.

### Fiorentina
Na twee succesvolle seizoenen werd Amauri echter gepasseerd. Tot zijn verbazing werd hij zelfs verhuurd aan Parma FC. In januari 2012 twijfelde Amauri niet toen ACF Fiorentina hem een contract aanbood. Naar verluidt was er een half miljoen euro met de transfer gemoeid, waardoor Juventus een verlies van meer dan twintig miljoen euro leed op Amauri.

### Parma, Torino, Verenigde Staten
Op 2 juli 2012 tekende Amauri een tweejarig contract bij Parma FC. In 2014 ging Amauri voor Torino FC spelen. Medio 2016 ging hij naar de Verenigde Staten waar hij in de NASL voor Fort Lauderdale Strikers ging spelen. In 2017 wisselde hij naar New York Cosmos.

## Interlandcarrière
Amauri is eenmalig international van Italië. Op 10 augustus 2010 maakte Amauri zijn debuut voor de Italiaanse ploeg op Upton Park tegen Ivoorkust (0-1), net als Marco Motta (Juventus), Cristian Molinaro (VfB Stuttgart), Salvatore Sirigu (Città di Palermo) en Mario Balotelli (Inter Milaan).

## Clubstatistieken
| seizoen | club                     | land                      | competitie     | wed. | goals |
| ------- | ------------------------ | ------------------------- | -------------- | ---- | ----- |
| 1999/00 | AC Bellinzona            | Vlag van Zwitserland      | Nationalliga B | 5    | 1     |
| 2000/01 | Parma                    | Vlag van Italië           | Serie A        | 0    | 0     |
| 2000/01 | → Napoli                 | Vlag van Italië           | Serie A        | 6    | 1     |
| 2001/02 | → Piacenza               | Vlag van Italië           | Serie A        | 7    | 0     |
| 2002/03 | → Empoli                 | Vlag van Italië           | Serie B        | 0    | 0     |
| 2002/03 | → Messina                | Vlag van Italië           | Serie B        | 23   | 4     |
| 2003/04 | Chievo                   | Vlag van Italië           | Serie A        | 29   | 4     |
| 2004/05 | Chievo                   | Vlag van Italië           | Serie A        | 24   | 2     |
| 2005/06 | Chievo                   | Vlag van Italië           | Serie A        | 37   | 11    |
| 2006/07 | Palermo                  | Vlag van Italië           | Serie A        | 18   | 8     |
| 2007/08 | Palermo                  | Vlag van Italië           | Serie A        | 34   | 15    |
| 2008/09 | Juventus                 | Vlag van Italië           | Serie A        | 32   | 12    |
| 2009/10 | Juventus                 | Vlag van Italië           | Serie A        | 30   | 5     |
| 2010/11 | Juventus                 | Vlag van Italië           | Serie A        | 9    | 0     |
| 2010/11 | → Parma                  | Vlag van Italië           | Serie A        | 11   | 7     |
| 2011/12 | Juventus                 | Vlag van Italië           | Serie A        | 0    | 0     |
| 2011/12 | Fiorentina               | Vlag van Italië           | Serie A        | 13   | 1     |
| 2012/13 | Parma                    | Vlag van Italië           | Serie A        | 33   | 10    |
| 2013/14 | Parma                    | Vlag van Italië           | Serie A        | 31   | 8     |
| 2014/15 | Parma                    | Vlag van Italië           | Serie A        | 1    | 0     |
| 2014/15 | Torino                   | Vlag van Italië           | Serie A        | 20   | 1     |
| 2015/16 | Torino                   | Vlag van Italië           | Serie A        | 1    | 0     |
| 2016    | Fort Lauderdale Strikers | Vlag van Verenigde Staten | NASL           | 13   | 5     |
| 2017    | New York Cosmos          | Vlag van Verenigde Staten | NASL           | 0    | 0     |